# احمد لیستر
سید احمد میرسپاسی (میرسپاهی) یا سید احمد لیستر (۱۲۷۲ در تهران، تجریش - ۲۷ آبان ۱۳۵۰)، سرمایه‌دار، بازرگان، نیکوکار و واقف ایران بود که در دورۀ پهلوی می‌زیست. او را که زمانی رانندهٔ احمد شاه و رضا خان بود، می‌توان از معروفترین رانندگان و مکانیک‌های ایران دانست که از رانندگی و تعمیرکاری فنی به ثروت و موقعیت مهمی رسید. توران امیرسلیمانی (همسر سوم رضاشاه) خواهرزن احمد لیستر بود و لیستر با رضاشاه باجناق بود.

## از آغاز تا توانگری
در ابتدای سدهٔ بیستم میلادی، هنگامی که خودرو تازه به ایران راه یافته بود، رانندگان شأن و جایگاه والایی داشتند و موقعیتی مثل خلبانان امروز یا حتی بالاتر برای خود قائل بودند. یکی از آن‌ها، احمد میرسپاسی است که ابتدا راننده وثوق‌الدوله (حسن وثوق) بود، بعداً راننده احمد شاه شد و بعد از مدتی - در آغاز دههٔ ۱۳۰۰ ه‍. ش. - راننده رضاخان سردار سپه. رضاخان به‌دلیل علاقه‌ای که به او پیدا کرده بود، کم‌کم ترقّیش داد به‌گونه‌ای که وقتی به سلطنت رسید، وی را با درجهٔ سلطانی (سروانی) وارد قشون (ارتش) و طولی نکشید که سیداحمد خان با درجهٔ یاوری (سرگردی) رئیس نقلیهٔ قشون شد. وی چون اطلاعات فنی داشت، مدتی هم رئیس قورخانه (زرادخانه) شد و در اعیاد و جشن‌ها آتش‌فشانی و آتش‌بازی راه می‌انداخت. احمد میرسپاسی پس از مدتی از ارتش بیرون آمد و نمایندگی کارخانهٔ انگلیسی «لیستر» را گرفت و حتی نام خانوادگی خود را به‌طور رسمی به «لیستر» تغییر داد. او که دیگر به بخش خصوصی روی آورده بود، شرکت بزرگی تأسیس کرد که موتور برق و قطعات اتومبیل و اتومبیل و انواع وسایل فنی و کشاورزی را وارد می‌ساخت و بدن‌سان پس از چندی از ثروتمندان و زمین‌داران بزرگ ایران شد به‌گونه‌ای که نامش شهرهٔ خاص و عام شد و مورد توجه روزنامه‌ها و مجله‌های مختلف قرار گرفت.
او روی‌هم‌رفته سه بار ازدواج کرد که ازدواج سومی از همه جالب‌توجه‌تر بود، چراکه همسر سوم او، نصرت‌الزمان امیرسلیمانی از اشراف قجری، خواهر ملکه توران (قمرالملوک) - همسر دوم رضا شاه و هووی تاج‌الملوک - دختر عیسی‌خان مجدالسلطنه امیرسلیمانی و نوهٔ مهدی‌قلی‌خان مجدالدوله از رجال دربار قاجار بود. یعنی سید احمد لیستر با این ازدواج باجناق رضا شاه شد و با دربار پهلوی پیوند سببی پیدا کرد. اگرچه رضاشاه اندکی بعد توران امیرسلیمانی را طلاق داد ولی او تا مدت‌ها بعد در کنار دربار می‌زیست به‌گونه‌ای که حتی در تبعید رضاشاه هم همراه او و دیگران بود. لیستر از این سه ازدواج، صاحب دو پسر به نام‌های فرخشاد و فرامرز (هر دو از یک مادر) و چند دختر شد که دو دختر او از نصرت‌الزمان زاده شده بودند.
احمد لیستر که بازرگانی چیره‌دست شده بود، قرار بود در ره‌اندازی نخستین سالن پخش سینما در ایران همکاری و سرمایه‌گذاری کند ولی اندکی بعد از این کار منصرف شد. علی وکیلی، تاجر ناموَر و - زمانی - نمایندهٔ مجلس شورای ملی، مؤسس گراند سینما، یکی از نخستین سالن‌های پخش فیلم در ایران است. او در یکی از سفرهای تجاریش به بغداد در سال ۱۳۰۳ به همراه احمد لیستر، شب‌ها به عنوان تفریح به سینماهای بغداد می‌رود؛ دیدن فیلم هر چند صامت و کهنه آن‌چنان تأثیری در روحیه این دو نفر به جای می‌گذارد که تصمیم می‌گیرند تا وسایل نمایش فیلم را بخرند و به ایران بیاورند ولی احمد لیستر پس از بازگشت به تهران از شراکت در این کار صرف‌نظر می‌کند و علی وکیلی به‌ناچار سهم او را خریده و به تنهایی تصمیم به راه‌اندازی سینما در ایران، در سالن گراندهتل، بهترین سالن تهران در آن زمان، می‌گیرد.

## قتل فرخشاد لیستر
واقعهٔ ناپدید شدن و سپس کشته شدن سید فرخشاد لیستر، پسر بزرگ سیداحمد لیستر در آذر ماه سال ۱۳۲۴ ه. ش (یعنی اندکی پس از تسلیم ژاپن و پایان یافتن جنگ جهانی دوم) سبب شهرت نام احمد لیستر و خانوادۀ او در تاریخ معاصر ایران شد. این قتل درون یک اتومبیل سواری کرایه روی داد و گفته شد که طی آن فرامرز لیستر که به برادرش حسادت می‌ورزیده، با همدستی تنی چند، مُخ برادرش را با پتک خرد کرد و جنازه‌اش را در چاهی در باغی متروکه در ونک انداخت که پس از یک سال در پی تحقیقات دقیق کارآگاهان کشف شد. جریان ناپدید شدن و قتل فرخشاد از ابتدا بسیار جنجالی و پر ماجرا بود و روزنامه‌ها و مجلات، به‌ویژه هفته‌نامهٔ جنجالی و پرطرفدار «مرد امروز»، به‌طور گسترده به گزارش و تحلیل جزئیات آن را می‌پرداختند. در این باره خسرو معتضد کتاب مفصلی نوشته‌است. همچنین قتل فرخشاد موضوع کتاب محدودۀ خون: هندسۀ یک جنایت خانوادگی نوشتۀ سعید احمدیان بوده‌است.

## املاک و موقوفات
سید احمد لیستر پس از توانگر شدن اقدام به خرید زمین‌ها و املاک بسیاری کرد، به‌گونه‌ای که یکی از عمده‌ترین زمین‌داران ایران شد. در برخی از املاک او اتفاقات مهمی از تاریخ ایران روی‌داد؛ برای نمونه، در ماه‌های آخر سال ۱۳۱۸، رضاشاه پس از بازگشت از بازدیدش از ترکیه و به تقلید از مصطفی کمال پاشا، دستور داد تا مقدمات تأسیس رادیو در ایران فراهم شود و این مهم را به عهده سازمان پرورش افکار گذارد؛ بدین منظور، در ضلع غربی میدان توپخانه (میدان امام خمینی) در جوار ادارۀ راهنمایی و رانندگی (ساختمان مترو تهران امروز) طبقۀ دوم و سوم عمارت متعلق به لیستر که جمعاً شش اتاق داشت به دبیرخانه سازمان پرورش افکار اختصاص یافت. سازمان پرورش افکار، سازمانی مستقل بود که زیر نظر نخست‌وزیر وقت (احمد متین دفتری) اداره می‌شد؛ این سازمان نقشی کلیدی در تأسیس نخستین رادیو در ایران رادیوی ایران داشت و همه بودجهٔ رادیو که فقط هشتاد هزار تومان بود، توسط این سازمان تأمین شد.
روند گسترش موقوفات در حکومت پهلوی با ایجاد مؤسسات و بنیادهای خیریه وقفی ابعاد وسیع‌تری یافت و بر تعداد نقاط فرهنگی برآمده از وقف در کشور افزود؛ «مؤسسهٔ فرهنگی لیستر» از مهمم‌ترین این بنیادها بود. امروز دو موقوفهٔ عمده ار لیستر به جا مانده‌است که آشکارا نام سید احمد میرسپاسی یا لیستر را بر تابلوی معرفی خود می‌نمایانند: یکی ساختمانی سر خیابان ولیعصر (از سمت میدان تجریش) که توسط اداره موقوفات تهران (واقع در میدان تجریش) اداره می‌شود و گاراژی در خیابان قزوین بعد از دخانیات که به گاراژ لیستر معروف است و دیگری املاک موقوفهٔ کرج. موقوفهٔ کرج زیر نظر «ادارۀ اوقاف و امور خیریه شهرستان کرج» اداره می‌شود که در سال ۱۳۸۴ مورد مرمت و بازسازی قرار گرفته‌است. این موقوفه در سال ۱۳۸۱ به «مرکز تربیتی نونهالان فدک کرج» تبدیل شد که وظیفه‌اش – ازآن هنگام تا به امروز – نگهداری، سرپرستی و پرورش یتیمان محروم شهرستان کرج بوده‌است. این مرکز تا مهر ماه ۱۳۸۷، ۵۰ کودک بی‌سرپرست را زیر پوشش خود داشت.
احمد لیستر اندکی پیش از دستگیری فرامرز به جرم کشتن فرخشاد، از آنجا که به فرامرز بدگمان بود، بدو وعده می‌دهد که در صورتی که حقیقت را بگوید، ملک میدان تجریش را به نام وی خواهد زد، ولی با وجود حقیقت‌گویی و اعتراف فرامرز نزد پدرش، در پی اختلافاتی که بعداً میانشان پدید آمد، احمد لیستر به خاطر لجبازی با فرامرز املاک تهران و کرج را وقف کرد.

## منبع‌ها
1. ↑  خبرگزاری مهر: مردی که نزدیک نیم قرن بعد از درگذشت همچنان حامی کودکان بی‌سرپرست کرج است، نوشته‌شده در ۱۷ دی ۱۳۹۵؛ بازدید در ۱۶ مهر ۱۴۰۳.
2. ↑  خبرگزاری مهر: مراسم بزرگداشت سید احمد میرسپاهی در کرج برگزار شد، نوشته‌شده در ۲۹ آبان ۱۳۸۹؛ بازدید در ۱۶ مهر ۱۴۰۳.
3. ↑  «ضمیمه ۳». روزنامهٔ ایران، ش ۲۹۸۹. ۱۳۸۳-۰۹-۱۳. بایگانی‌شده از اصلی در ۱۶ آوریل ۲۰۰۹. دریافت‌شده در بهمن ۱۳۸۷. تاریخ وارد شده در |تاریخ بازدید= را بررسی کنید (کمک)
4. ↑  «ضمیمه ۳». روزنامهٔ ایران، ش ۲۹۸۹. جمعه ۱۳ آذر ۱۳۸۳. بایگانی‌شده از اصلی در ۱۶ آوریل ۲۰۰۹. دریافت‌شده در بهمن ۱۳۸۷. تاریخ وارد شده در |تاریخ بازدید=،|تاریخ= را بررسی کنید (کمک)
5. ↑  هندسۀ یک جنایت خانوادگی، در رونامۀ جام‌جم، شمارۀ ۶۷۸۷، ص ۲۴؛ بازدید در ۱۶ مهر ۱۴۰۳.
6. ↑  شاه حسینی، پروانه (۱۳۷۷)، «ردیابی وقف در ساختار فرهنگی شهر تهران از دوره قاجاریه تا جمهوری اسلامی»، فصلنامه تحقیقات جغرافیایی، ش. ش ۴۸، تهران، ایران، ص. ص ۱۲۰–۱۱۰
7. ↑  «سال گذشته، برای بازسازی و نگهداری بقعه‌های متبرکه و موقوفات شهرستان کرج، ۲ میلیارد و ۱۴۱ میلیون ریال هزینه شده‌است». گروه استان‌ها، حوزه غرب استان تهران. خبرگزاری فارس. ۲۹ فروردین ۱۳۸۵. ص. ش ۸۵۰۱۲۹۰۴۶۰. بایگانی‌شده از اصلی در ۴ مارس ۲۰۱۶. دریافت‌شده در بهمن ۱۳۸۷. تاریخ وارد شده در |بازیابی= را بررسی کنید (کمک)